# Ruchba
Ruchba (omega2 Cygni) is een ster met spectraalklasse M2III in het sterrenbeeld Zwaan. De afstand van de ster (schijnbare magnitude 5,4) is 454 lichtjaar.
Ruchba dient niet verward te worden met Ruchbah (delta Cassiopeiae).